# Claude-Marc Costel
Claude Marc Costel est un homme politique français né le 25 avril 1729 à Coursan-en-Othe (Aube) et décédé le 3 avril 1813 au même lieu.
Curé de Foissy, il est député du clergé aux États généraux de 1789 pour le bailliage de Sens.

## Sources
- « Claude-Marc Costel », dans Adolphe Robert et Gaston Cougny, Dictionnaire des parlementaires français, Edgar Bourloton, 1889-1891 [détail de l’édition]